# Mengenstromnachweis
Der Begriff Mengenstromnachweis kommt aus dem Abfallrecht. Es ist der jährliche Nachweis der Pflichtenerfüllung von dualen Systemen (§ 6 Abs. 3 VerpackV) und Selbstentsorgern (§ 6 Abs. 1 u. 2 VerpackV) gegenüber der für die Abfallwirtschaft jeweils zuständigen obersten Landesbehörde oder der von ihr bestimmten Behörde über die in Deutschland gesammelten und verwerteten Verkaufsverpackungen. Er enthält Daten über die ordnungsgemäße Sammlung, Sortierung und Verwertung von Verkaufsverpackungen, aufgeteilt nach den einzelnen Materialien. 
Grundlage für den Mengenstromnachweis ist die Verpackungsverordnung. Die Anforderungen an den Mengenstromnachweis der Selbstentsorger und der dualen Systeme, sind im Anhang I Nr. 2 sowie in Nr. 3 Abs. 4 VerpackV konkretisiert. Diese decken sich weitestgehend. Zu Erbringen ist der Nachweis für das abgelaufene Jahr jeweils zum 1. Mai des folgenden Jahres. Er stellt dar, welche Erfassungsmengen erzielt und welche Mengen einer Verwertung zugeführt wurden. Die Mengen sind im Anhang I Nr. 1 Abs. 1 zu § 6 VerpackV geregelt (Glas 75 %, Weißblech 70 %, Alu 60 %, Papier etc. 70 %, Kunststoffverpackungen 60 %). In dem Mengenstromnachweis muss nachgewiesen werden, dass die in Anhang I Nr. 1 VerpackV festgesetzten Verwertungsquoten erreicht wurden. Die Erfüllung der Erfassungs- und Verwertungsanforderungen ist durch einen unabhängigen Sachverständigen auf der Grundlage der Nachweise zu bescheinigen. Die Bescheinigung ist vom Systemanbieter bzw. dem Selbstentsorger bei der nach § 32 Abs. 2 des Umweltauditgesetzes errichteten Stelle zu hinterlegen.